# Scarling.
Gli Scarling. sono un gruppo musicale noise pop statunitense, formatosi nel 2001 e originario di Los Angeles.
Il gruppo è stato fondato dalla cantante Jessicka Addams (nota semplicemente come Jessicka, ex membro dei Jack Off Jill) e dal chitarrista Christian Hejnal.

## Discografia
Album
- 2004 - Sweet Heart Dealer
- 2005 - So Long, Scarecrow

Singoli ed EP
- 2003 - Band Aid Covers the Bullet Hole
- 2004 - Crispin Glover
- 2005 - Scarling./The Willowz (split con The Willowz)
- 2006 - Staring to the Sun
- 2013 - Who Wants to Die for Art